# Edward Chiliński
Edward Chiliński (ur. 27 sierpnia 1943, zm. 30 kwietnia 2025) – polski samorządowiec i działacz sportowy, starosta powiatu słubickiego w latach 1998–2006.

## Życiorys
W 1976 roku podczas zebrania założycielskiego Okręgowego Związku Lekkiej Atletyki województwa gorzowskiego został wybrany członkiem zarządu tego gremium. Od 1980 do 1992 wiceprezes LKS Lubusz Słubice. Przez blisko 20 lat kierował Ośrodkiem Sportu i Rekreacji w Słubicach. 
Został honorowym członkiem Ochotniczej Straży Pożarnej Województwa Lubuskiego.

### Kariera polityczna
W 1990 został członkiem Zarządu Miejskiego w Słubicach. Stanowisko to piastował do 1992.
W 1998 roku został wybrany pierwszym w historii starostą powiatu słubickiego. W 2002 z listy SLD-UP ponownie został wybrany na radnego rady powiatu słubickiego, a potem starostę słubickiego. Jednocześnie przegrał w II turze rywalizację z Ryszardem Bodziackim o urząd burmistrza Słubic, zdobywając 36,06% głosów.
W 2006 z listy Lewicy i Demokratów bez powodzenia ubiegał się o wybór na radnego rady powiatu słubickiego, zdobywając 3,74% głosów. 27 listopada tego samego roku na stanowisku starosty zastąpił go Aleksander Kozłowski. Po przegranych wyborach ogłosił, że wróci na stanowisko dyrektora Ośrodka Sportu i Rekreacji w Słubicach, na co nie zgodził się urzędujący burmistrz Ryszard Bodziacki. W lutym 2007 roku sąd pracy wydał nakaz przywrócenia Chilińskiego do pracy.

### Śmierć
Zmarł 30 kwietnia 2025. Został pochowany w Alei Zasłużonych Cmentarza Komunalnego w Gorzowie Wielkopolskim (45B/1/29).

## Odznaczenia
- 2013: Odznaka Honorowa Za zasługi dla województwa lubuskiego[13]
- 2019: Medal Człowiek w służbie powiatu[14][15]